# Nuno da Silva Gonçalves
Nuno Henrique Sancho da Silva Gonçalves, S.I. (Lisbona, 16 luglio 1958), è un presbitero e storico portoghese, dal 1º ottobre 2023 direttore de La Civiltà Cattolica.

## Biografia
Dal 1968 al 1975 ha frequentato il Colégio de São João de Brito a Lisbona dove ha completato gli studi secondari.
Il 12 ottobre 1975 è entrato nella Compagnia di Gesù a Soutelo, Vila Verde. Ha conseguito la laurea in filosofia e lettere presso la Facoltà di Filosofia dell'Università Cattolica Portoghese a Braga nel 1981; la licenza in teologia con specializzazione in teologia morale presso la Pontificia Università Gregoriana nel 1988; la licenza in storia della Chiesa presso la Pontificia Università Gregoriana nel 1991 e il dottorato nella stessa disciplina presso la Pontificia Università Gregoriana nel 1995 con una dissertazione intitolata Os Jesuítas e a Missão de Cabo Verde (1604-1642).
Tra il 1981 e il 1983 ha insegnato filosofia e di educazione morale e religiosa cattolica presso l'Istituto Nun'Alvres. Dal 1983 al 1991 ha collaborato nella Scuola Portoghese di Roma come insegnante di filosofia e portoghese e membro del Consiglio Direttivo. Il 12 luglio 1986 è stato ordinato presbitero. È membro del Centro Studi di Storia Religiosa dell'Università Cattolica Portoghese dal 1994, avendo collaborato nelle opere Dicionário de História Religiosa de Portugal e História Religiosa de Portugal; membro del consiglio di direzione della rivista Brotéria dal 1994 al 2000; direttore dell'Ufficio nazionale per i beni culturali della Chiesa della Conferenza episcopale portoghese dal 1998 al 1999; preside della Facoltà di Filosofia dell'Università Cattolica Portoghese a Braga dall'ottobre del 2000 al giugno 2005 e superiore provinciale della Provincia Portoghese della Compagnia di Gesù dal luglio del 2005 al luglio 2011.
Nel 2012, è divenuto professore straordinario presso la Facoltà di Storia e Beni Culturali della Chiesa della Pontificia Università Gregoriana. Il 6
marzo del 2012 è stato nominato direttore del Dipartimento dei Beni Culturali della Chiesa e il 24 ottobre successivo decano della Facoltà di Storia e Beni Culturali della Chiesa.
Il 21 marzo 2016 è stato nominato rettore della Pontificia Università Gregoriana. È entrato ufficialmente in carica il 1º settembre 2016. Ha svolto il suo mandato fino al 31 agosto 2022.
Da gennaio 2023, è membro del Collegio degli Scrittori della rivista "La Civiltà Cattolica", mantenendo il suo incarico di professore alla Facoltà di Storia e Beni Culturali della Chiesa della Pontificia Università Gregoriana.
Dal 1º ottobre 2023 è il XXI direttore della rivista internazionale dei gesuiti La Civiltà Cattolica. È il primo direttore gesuita non italiano di tale periodico.
È membro dell'Accademia Portoghese della Storia e della Società Storica dell'Indipendenza del Portogallo.